# جيرالدو أنطونيو مارتينز
جيرالدو أنطونيو مارتينز (بالبرتغالية: Geraldo Antônio Martins‏) هو لاعب كرة قدم برازيلي في مركز الدفاع، ولد في 11 يناير 1940 في Raposos ‏ في البرازيل، وتوفي في 30 مارس 2018 في سانتوس في البرازيل. لعب مع فيلا نوفا أتليتيكو ‏.

## وصلات خارجية
- جيرالدو أنطونيو مارتينز على موقع الاتحاد الأوربي (الإنجليزية)
- جيرالدو أنطونيو مارتينز على موقع قاعدة بيانات كرة القدم.إي يو (الإنجليزية)
- جيرالدو أنطونيو مارتينز على موقع ناشيونال فوتبول تيمز (الإنجليزية)